# Seba Beach
Seba Beach är en ort i Kanada.   Den ligger i provinsen Alberta, i den centrala delen av landet, 2 900 km väster om huvudstaden Ottawa. Seba Beach ligger 735 meter över havet och antalet invånare är 143.
Terrängen runt Seba Beach är huvudsakligen platt. Seba Beach ligger nere i en dal. Runt Seba Beach är det glesbefolkat, med 11 invånare per kvadratkilometer.. Närmaste större samhälle är Wabamun, 17,6 km öster om Seba Beach. 